# MVEL
Lenguaje de expresión de MVFLEX (MVEL) es un lenguaje de expresión y runtime de tiempo de ejecución híbrido, de tipo dinámico/estático, e incrustable, para la Plataforma Java. Originalmente comenzó como un lenguaje de utilidad para un marco de aplicación, pero el proyecto se desarrolla ahora de forma completamente independiente.
MVEL se utiliza normalmente para exponer lógica básica para usuarios finales y programadores a través de configuración tal como archivos XML o anotaciones de Java. También puede utilizarse para analizar expresiones simples de JavaBean.
En tiempo de ejecución permite expresiones de MVEL para ejecutar, ya sea interpretativamente, o a través de un proceso generalmente pre-compilado con soporte para la generación de bytecode de tiempo de ejecución (runtime) y eliminar el overhead.
Ya que MVEL pretende aumentar el software basado en Java, toma la mayoría de su sintaxis directamente desde el lenguaje con algunas diferencias menores y capacidades adicionales de programación de Java. Por ejemplo: como un efecto secundario del modelo de escritura de MVEL, que trata las referencias de método y clase como variables regulares, es posible utilizar punteros de función y clase (pero solo para los métodos estáticos).

## Ejemplos
```
     
millis
 
=
 
System
.
currentTimeMillis
;

     
// get millis

     
time
 
=
 
millis
();

```

MVEL también permite representar las colecciones como pliegues (o proyecciones) en una sintaxis Lisp-like.
```
    
namesOfParents
 
=
 
(
parent
.
name
 
in
 
(
hijos
 
in
 
empleados
));
// hijos in empleados correspondería a hijos de empleados en el lenguaje común

```

## Ejemplo de Hola Mundo
```
     
System
.
out
.
println
(
"¡Hola, mundo!"
);

```

MVEL usa clases y espacios de nombres de Java, pero no posee la capacidad de declarar espacios de nombres o clases.

## Ejemplo del algoritmoQuicksort
A continuación se muestra un ejemplo de algoritmo Quicksort implementado en MVEL 2.0, lo que demuestra las capacidades de scripting del lenguaje:
```
import
 
java
.
util
.
*
;

// algoritmo quicksort principal

def
 
quicksort
(
list
)
 
{

    
if
 
(
list
.
size
()
 
<=
 
1
)
 
{

         
list
;

    
}

    
else
 
{

         
pivot
 
=
 
list
[
0
];

         
concat
(
quicksort
((
$
 
in
 
list
 
if
 
$
 
<
 
pivot
)),
 
pivot
,
 
quicksort
((
$
 
in
 
list
 
if
 
$
 
>
 
pivot
)));

    
}

}

// define el método para concatenar listas.

def
 
concat
(
list1
,
 
pivot
,
 
list2
)
 
{

    
concatList
 
=
 
new
 
ArrayList
(
list1
);

    
concatList
.
add
(
pivot
);

    
concatList
.
addAll
(
list2
);

    
concatList
;

}

// crear una lista para ordenar

list
 
=
 
[
5
,
2
,
4
,
1
,
18
,
10
,
15
,
1
,
0
];

// sort it!

quicksort
(
list
);

```